# Et Hundeliv
Et Hundeliv er en amerikansk stumfilm fra 1918 af Charlie Chaplin.

## Medvirkende
- Charlie Chaplin
- Edna Purviance
- Syd Chaplin
- Henry Bergman
- Charles Reisner